# ورزشگاه دو لا فونتنته
ورزشگاه دو لا فونتنته (فرانسوی: Stade de la Fontenette‎) یک ورزشگاه فوتبال می‌باشد که در شهر کروژ، سوئیس واقع شده‌است. این ورزشگاه ۷٬۲۰۰ نفر گنجایش دارد و ورزشگاه خانگی باشگاه Étoile Carouge FC می‌باشد.